# Olympiade d'échecs de 1960
L'Olympiade d'échecs de 1960 est une compétition mondiale par équipes et par pays organisée par la FIDE. Les pays s'affrontent sur 4 échiquiers. Chaque équipe peut présenter 6 joueurs (4 titulaires et 2 suppléants).
Cette 14e Olympiade s'est déroulée du 26 octobre au 9 novembre 1960 à Leipzig (RDA).
Les points ne sont pas attribués au regard des résultats des matches inter-nations, mais en fonction des résultats individuels sur chaque échiquier (un point par partie gagnée, un demi-point pour une nulle, zéro point pour une défaite).

## Tournoi masculin

### Contexte
Cette olympiade réunit 40 nations. 
La compétition se déroule sur deux tours. Les équipes sont réparties en 4 groupes éliminatoires, les trois premiers de chaque groupe se disputant la finale A, les trois suivants la finale B, le reste étant versé dans la finale C. La finale C ayant plus de 12 participants se déroule selon le système suisse.

### Résultats
| Classement final |                  |      |
| 1er              | Union soviétique | 34   |
| 2e               | États-Unis       | 29   |
| 3e               | Yougoslavie      | 27   |
| 4e               | Hongrie          | 22,5 |
| 5e               | Tchécoslovaquie  | 21,5 |

La France est reversée en finale C et finit 31e de l'olympiade.

### Participants individuels

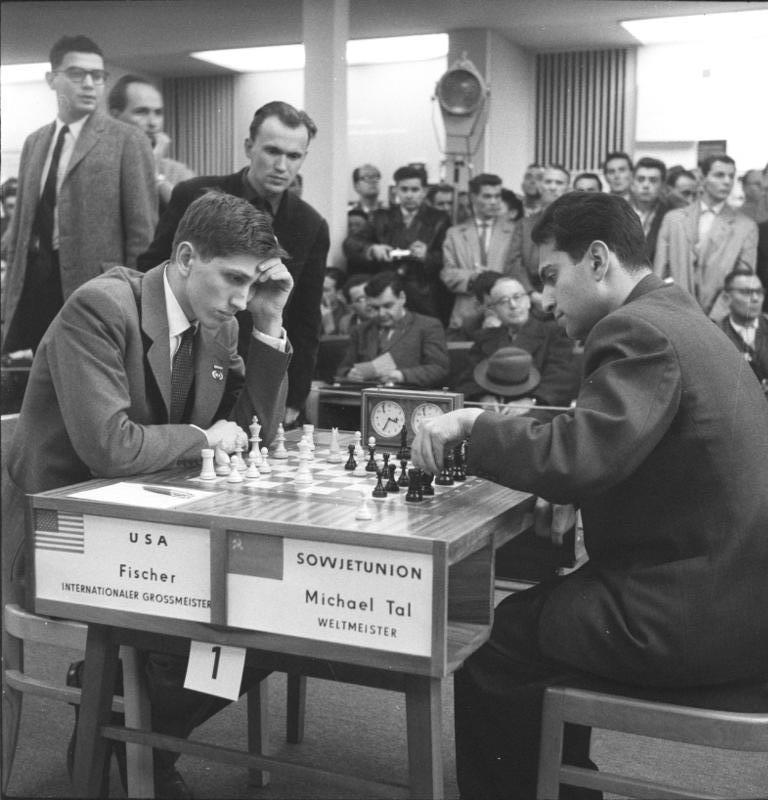
Bobby Fischer opposé à Mikhaïl Tal au premier échiquier du match USA-URSS.

- Pour l'URSS : Tal, Botvinnik, Keres, Kortchnoï, Smyslov, Petrossian.
- Pour les États-Unis : Fischer, Lombardy, Byrne, Bisguier, Rossolimo, Weinstein.
- Pour la Yougoslavie : Gligorić, Matanović, Ivkov, Bertok, Damjanović, Vukčević.
- Pour la France : Boutteville, Noradounghian, Bergraser, Casa, Linais, Cormier.

L'URSS gagna ses 20 matches et ses joueurs n'enregistrèrent qu'une seule défaite en 80 parties : celle de Tal face à l'Anglais Penrose. Côté américain, Bobby Fischer participait à sa première olympiade, mais perdit deux parties, dont celle qui l'opposait à Gligoric.